# 莱曼·布拉德福德·史密斯
莱曼·布拉德福德·史密斯（Lyman Bradford Smith，1904年9月11日—1997年5月4日）为美国植物学家。